# Mitologia Z Archiwum X

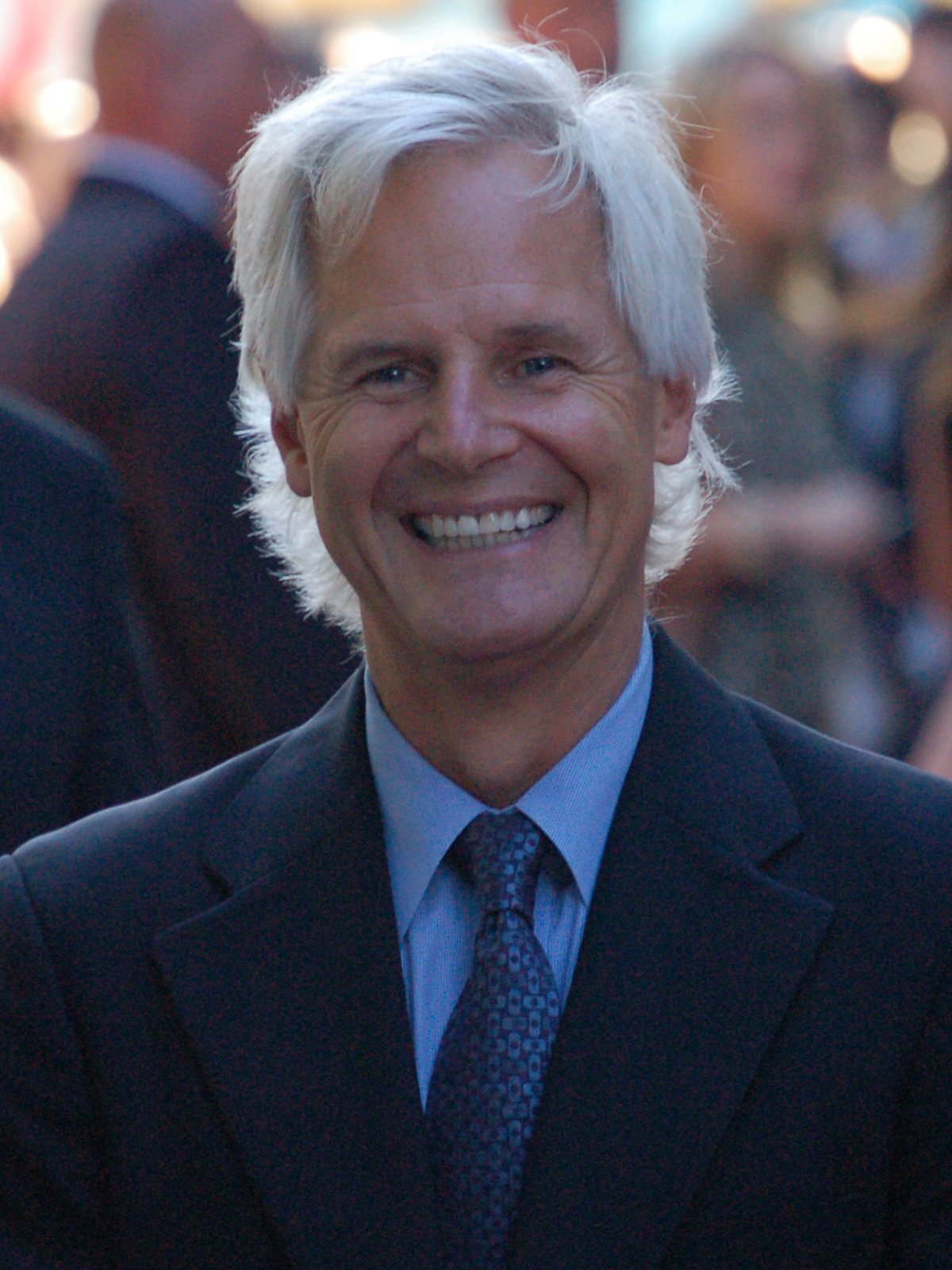
Chris Carter, twórca Z Archiwum X i główny pomysłodawca serialowej mitologii

Mitologia Z Archiwum X – umowna, zbiorcza nazwa dla wątków stanowiących oś fabularną amerykańskiego serialu telewizyjnego Z Archiwum X i filmu pełnometrażowego Z Archiwum X: Chcę wierzyć. Wątki mitologiczne Z Archiwum X dotyczą przede wszystkim rządowego spisku, którego celem jest ukrycie przed światową opinią publiczną faktów o istnieniu życia pozaziemskiego, o współpracy rządu Stanów Zjednoczonych z kosmitami oraz o planach całkowitej kolonizacji Ziemi przez Obcych, która oznaczać będzie zagładę ludzkości.
Mitologia Z Archiwum X opisywana i rozwijana jest łącznie w ok. 60-70 odcinkach serialu i w filmie Z Archiwum X: Chcę wierzyć. Dokładna liczba odcinków mitologicznych zależy od przyjętego zakresu serialowej mitologii. Oficjalna, czterotomowa kolekcja DVD pt. The X-Files Mythology (pol. Mitologia Z Archiwum X), wydana w Stanach Zjednoczonych w 2005 r., zawiera łącznie 60 odcinków. Odcinki, które nie znalazły się w kolekcji, a zaliczane są w niektórych zestawieniach do serialowej mitologii, opowiadają o wydarzeniach z biografii bohaterów oraz wyjaśniają przyczyny i motywacje ich kluczowych decyzji, jednak nie rozwijają głównych wątków spiskowych.
Odcinki mitologiczne nie występują w serialu linearnie. W każdym sezonie jest ich od kilku do dziesięciu. Przeplatane są regularnymi odcinkami o zamkniętej strukturze fabularnej, niezwiązanymi ze spiskową teorią dziejów. Zdecydowana większość odcinków mitologicznych rozpoczyna się scenami z pozakadrowym (dźwięk z offu) monologiem jednej z dwóch głównych postaci serialu – agentów FBI Foxa Muldera (David Duchovny) i Dany Scully (Gillian Anderson).
Historia stanowiąca główny temat serialowej mitologii rozpoczyna się ok. 50 lat przed czasem akcji pierwszego sezonu (1993), czyli w latach 40. XX wieku. Ma ona swoje źródło w autentycznych wydarzeniach z tamtego okresu. Ściśle związana jest z incydentem w Roswell i operacją Spinacz. Z kolei jak wynika z ostatnich odcinków sezonów dziewiątego i dziesiątego, początek kolonizacji Ziemi przez Obcych został zaplanowany na 22 grudnia 2012 roku. Data nawiązuje do Kalendarza Majów i tzw. fenomenu roku 2012. W mitologicznym wątku serialu pojawiają się także nawiązania do innych, nie całkiem wyjaśnionych wydarzeń historycznych, np. katastrofy tunguskiej.

## Główny wątek – zarys chronologiczny
Mitologia Z Archiwum X obraca się wokół tematyki istot pozaziemskich, które – ze względu na ekspansywne plany wobec Wszechświata – nazywane są także kolonistami. Wraz z rozwojem fabuły, para głównych bohaterów odsłania kolejne fakty dotyczące spisku, mającego ukryć współpracę kosmitów z tajną, wpływową organizacją zwaną Syndykatem (ang. The Syndicate). Głównym przedstawicielem Syndykatu w serialu jest C.G.B. Spender, znany jako Palacz.

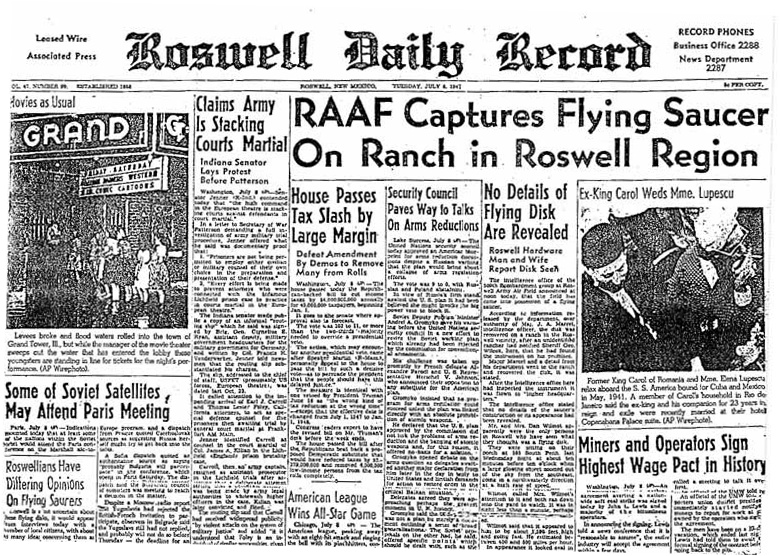
Okładka dziennika Roswell Daily Record z 8 lipca 1947 r. informująca o „latającym spodku”

Grupa, którą nazwano potem Syndykatem, została utworzona po II wojnie światowej i rozbiciu się UFO w Roswell. Miała czuwać m.in. nad realizacją tajnego planu utworzenia krzyżówki człowieka i kosmity. Plan ten realizowany był m.in. przez niemieckich naukowców przerzuconych do USA przez amerykańskie służby specjalne w ramach operacji Spinacz. Jeszcze na początku lat 50. grupa funkcjonowała, za wiedzą i zgodą rządu USA, w strukturach Departamentu Stanu. Już w początkowym okresie swojej działalności członkowie grupy nawiązali kontakt z Obcymi, którzy – jak się okazało – zamierzali eksterminować ludzkość, kolonizując Ziemię. Wówczas grupa zagroziła kosmitom, że zniszczy planetę za pomocą broni jądrowej, co uniemożliwi kolonistom osiedlenie się na niej z powodu ekstremalnego zimna. W wyniku groźby ludzkość została oszczędzona od natychmiastowej inwazji. Przystąpiono do negocjacji z Obcymi.
W 1973 roku członkowie grupy działającej dotychczas w ramach Departamentu Stanu zerwali związki z oficjalnymi władzami (choć niektórzy z nich pozostali pracownikami instytucji rządowych) i utworzyli Syndykat, który zaczął funkcjonować jako tajne międzynarodowe „konsorcjum” oraz samozwańczy, jedyny reprezentant ludzkości w relacjach z istotami pozaziemskimi planującymi kolonizację Ziemi. Utworzono tzw. Projekt – przedsięwzięcie o charakterze spiskowym, które zakładało porozumienie i współpracę między przedstawicielami ludzi i kosmitami. Syndykat uzyskał ze strony sojusznika deklarację, że niewielka grupa ludzi (członkowie Syndykatu oraz wskazane przez nich osoby) będzie mogła przetrwać inwazję jako ludzko-kosmiczne hybrydy. Ostateczną datę kolonizacji ustalono na 2012 rok, tak aby obie strony mogły do tego czasu pracować nad stworzeniem hybrydy. Ustalono, że jeśli próby te powiodą się, hybrydy będą po kolonizacji służyć Obcym jako niewolnicy. Koloniści przekazali też Syndykatowi embrion istoty pozaziemskiej jako źródło materiału genetycznego na potrzeby hybrydowych eksperymentów. W zamian Obcy zażądali próbek ludzkiego DNA, a konkretnie przekazania przez członków Syndykatu po wybranej osobie z grona ich najbliższych. Wszystkie przekazane osoby miały być zwrócone po rozpoczęciu kolonizacji, każda z nich miała też ostatecznie stać się hybrydą.
Kosmici planowali użyć pozaziemskiej formy wirusa, zwanego czarnym olejem, aby zainfekować nią ludzkość. Czarny olej to substancja obdarzona inteligencją i zdolna do komunikowania się. Wirus jest w stanie dostać się do organizmu i przejąć nad nim kontrolę. Czarny olej pojawił się na Ziemi już w prehistorii – był obecny na terenie obecnego północnego Teksasu ok. 35 000 lat p.n.e. Być może był też pierwszym żywym mieszkańcem planety.
W momencie zawierania porozumienia, obie strony zachowały jednak przed sobą tajemnice. Syndykat zaczął potajemnie pracować nad szczepionką hamującą działanie wirusa. Koloniści z kolei tylko udawali, że masowe zakażenie czarnym olejem pozwoliłoby jedynie na kontrolowanie ludzi jako niewolników – w rzeczywistości olej miał sprawiać, że nowe istoty pozaziemskie będą „rodzić się” w ciałach swoich ludzkich gospodarzy, natomiast ludzie całkowicie wyginą. Gdy Syndykat przejrzał prawdziwe zamiary kosmitów, przyspieszył prace nad stworzeniem hybrydy odpornej na działanie czarnego oleju, jednak zaczął ukrywać efekty eksperymentów przed Obcymi.
Prace nad szczepionką przeciw wirusowi równolegle (i bez wiedzy kosmitów) prowadzili też Rosjanie. Pozaziemską substancję, którą nazwali czarnym rakiem, znaleźli na meteorycie, jaki rozbił się na terenie Tunguski. Badania Rosjan zakończyły się częściowym powodzeniem – ich szczepionka powstrzymywała najważniejsze objawy zainfekowania wirusem. Rosyjska szczepionka została przechwycona i wykorzystana przez Syndykat do dalszych badań, mimo przeciwdziałań ze strony KGB.
Pierwszym sukcesem projektu stworzenia ludzko-kosmicznej hybrydy był zakończony powodzeniem program sklonowania człowieka. Klony stworzone przez Syndykat z wykorzystaniem obcej tkanki posiadały część cech istot pozaziemskich, jednak były od nich słabsze. Gdy koloniści zorientowali się, że niektóre serie klonów zaczęły realizować swój własny projekt kolonizacji Ziemi, zaczęli wysyłać obcych-łowców nagród (ang. alien bounty hunters), którzy mieli eliminować klony-sabotażystów.
W 1998 roku Syndykat odkrył, że wśród obcych istniała także frakcja buntowników, którzy aktywnie przeciwstawiali się kolonizacji. Rebelianci wyróżniali się wyglądem – mieli zaszyte wszelkie otwory na twarzy, aby uniknąć możliwości zarażenia czarnym olejem.
W 1999 roku buntownicy przeprowadzili operację, która odmieniła losy Projektu. Rebelianci dowiedzieli się o stworzeniu przez Syndykat pierwszej w pełni udanej, czyli odpornej na czarny olej, ludzko-kosmicznej hybrydy (była nią Cassandra Spender, była żona Palacza; zgodnie z ustaleniami, stworzenie hybrydy miało uruchomić proces kolonizacji). Gdy członkowie Syndykatu przybyli na spotkanie z kolonistami, aby przekazać im hybrydę, zamiast nich pojawili się rebelianci, którzy zabili większość przybyłych, w tym Cassandrę Spender. Oznaczało to koniec istnienia Syndykatu i konieczność zmiany planów przez kolonistów.
Palacz, który przeżył zasadzkę rebeliantów, próbował kontynuować pracę nad Projektem (m.in. z ludźmi współpracującymi wcześniej z Syndykatem) i odbudować spisek z kolonistami.
Koloniści wdrożyli tymczasem strategię, która nie wymagała współpracy z ludźmi. Zaczęli zamieniać wybranych ludzi na tzw. superżołnierzy, nad którymi pracowali dotąd potajemnie jako nad alternatywną rasą niewolników, na wypadek gdyby nie udało się stworzyć hybrydy człowieka i kosmity. Aby stworzyć superżołnierzy, koloniści zarażali ludzi nowym szczepem wirusa, który powoli niszczy organizm, a następnie odbudowuje go już w nowej, praktycznie niezniszczalnej formie, posiadającej cechy istot pozaziemskich. Superżołnierze wypełnili lukę po członkach Syndykatu – przeniknąwszy w szeregi instytucji rządowych, w tym FBI i armii, koordynowali przygotowania do kolonizacji planowanej na 2012 rok i dbali o utrzymanie projektu w tajemnicy.
Choć w roku 2012 nie nastąpiła obca kolonizacja (a przynajmniej nie w formie inwazji kosmitów), Palacz – który przez dotychczasowe lata wciąż współpracował z Obcymi – rozpoczął wówczas operację wyludnienia Ziemi. Miała się ona opierać na zarażeniu ludzkości wirusem, na który odporne są tylko organizmy posiadające obce DNA. Wybuch epidemii wirusa nastąpił w roku 2016.

## Wątki poboczne

### Uprowadzenia przez Obcych
Od pierwszego odcinka wielokrotnie powraca w serialu wątek uprowadzeń ludzi przez statki pozaziemskie. Nie jest jasne, czy uprowadzenia każdorazowo są przeprowadzane wyłącznie przez kosmitów, czy też we współpracy Obcych z Syndykatem lub wręcz przez sam Syndykat, przy użyciu pozaziemskiej technologii, w sposób mający jedynie mistyfikować pozaziemską ingerencję. Uprowadzeni poddawani są badaniom i/lub eksperymentom medycznym. DNA niektórych uprowadzonych wykorzystywane jest do tworzenia hybryd i ich klonów. Uprowadzeni często bywają zwracani, a następnie porywani kolejny raz, niekiedy wielokrotnie. Często powracają też w nieoczekiwanych miejscach i z implantami umieszczonymi w różnych partiach ciała (przy czym obecności implantów nie są zwykle świadomi; ich usunięcie wywołuje z kolei raka). Dana Scully jest jedną z wielu uprowadzonych kobiet, których komórki jajowe poddano eksperymentom służącym stworzeniu hybrydy człowieka i Obcego. W przypadku kobiet (w tym Scully) uprowadzenie wiąże się z późniejszą bezpłodnością. W finale siódmego sezonu ofiarą uprowadzenia przez Obcych, a następnie bolesnych eksperymentów na statku pozaziemskim staje się także Fox Mulder.

### Samantha Mulder
27 listopada 1973 roku 8-letnia siostra Foxa Muldera została w niewyjaśnionych okolicznościach porwana z rodzinnego domu i nigdy nie wróciła. Świadkiem porwania był 12-letni Fox. Przekonanie Muldera, jakoby jego młodsza siostra została uprowadzona przez kosmitów, a także chęć odnalezienia Samanthy przerodziły się w obsesję na punkcie odkrycia prawdy o istotach pozaziemskich. Ta determinacja zaprowadziła go najpierw do FBI, a potem do Archiwum X.
W drugim sezonie ojciec Muldera informuje go, że Samantha wróciła do domu. Okazuje się, że jest ona jednym z wielu dorosłych klonów Samanthy, utworzonych przy pomocy obcej tkanki w celu powołania do życia hybrydy człowieka i kosmity. Ponieważ jednak klony powołane w wyniku eksperymentów zostały uznane za plamiące obcą rasę, kosmici wysłali obcych-łowców głów, aby je zabić. Dorosłe klony Samanthy ostatecznie zostały zabite przez łowców.
W otwarciu sezonu czwartego Mulder dostaje się do tajnego ośrodka hodowli pszczół w Kanadzie. Odnajduje tam grupę dziecięcych klonów Samanthy, nie starszych niż w dniu jej porwania. Okazuje się, że klony pracują nad wspólnym projektem kolonistów i Syndykatu, który ma wykorzystać pszczoły do zarażenia ludzkości czarnym olejem. Obiekt zostaje jednak zniszczony, prawdopodobnie wraz z pracującymi w nim klonami, przez obcych-łowców głów.
Również w czwartym sezonie Mulder zyskuje przekonanie, że Samantha została porwana i zamordowana przez seryjnego mordercę, Johna L. Roche, którego Mulder pomógł w przeszłości schwytać i skazać za zamordowanie trzynastu młodych dziewcząt. Roche manipuluje Mulderem i skłania go do uwierzenia, że Samantha była jedną z trzech jego ofiar, których ciał dotąd nie odnaleziono. Roche ujawnia miejsce pochówku dwóch brakujących dziewczynek, jednak zostaje zabity przez Muldera przed wskazaniem grobu ostatniego ciała, należącego rzekomo do Samanthy.
Na początku piątego sezonu Palacz przyprowadza do Muldera kobietę, o której twierdzi – podobnie jak ona sama – że jest prawdziwą Samanthą, czyli pierwowzorem wszystkich kolejnych klonów. Palacza nazywa swoim ojcem. W trakcie spotkania nagle wychodzi i więcej się nie pojawia. Według Cassandry Spender, byłej żony Palacza, kobieta była jednak tylko klonem, a nie prawdziwą Samanthą.
W siódmym sezonie Mulder w końcu odkrywa prawdę o swojej siostrze. Samantha została porwana przez kolonistów i/lub rządowych spiskowców, a potem poddana eksperymentom. Zwrócono ją w ręce Palacza, który trzymał ją w ukryciu w bazie wojskowej w Kalifornii. Tam prowadzono nad nią dalsze badania. Nie mogąc znieść dalszych testów, w 1979 roku, w wieku 14 lat, Samantha uciekła spod nadzoru Palacza, po czym trafiła do pobliskiego szpitala. Tam zniknęła bez śladu z zamkniętego pomieszczenia. Jak odkrywa Mulder, jego siostra została zabrana w wyniku „duchowej interwencji” przez istoty, które starają się ratować niewinne dusze dzieci przed nieszczęśliwym życiem lub cierpieniem. „Interwencja” miała formę bezbolesnej śmierci przez opuszczenie ciała przez duszę. Mulder na krótko spotyka się z duchem Samanthy i upewnia się, że odnalazła spokój. Sam także deklaruje, że odtąd czuje się już wolny.

### Źródło życia na Ziemi
W finale szóstego sezonu na plaży w Wybrzeżu Kości Słoniowej odnaleziony zostaje wrak statku pozaziemskiego. Część artefaktu zawiera napisy w języku Indian Navajo. Jak się potem okazuje, są to m.in. fragmenty Biblii i mapy ludzkiego genomu. Ten element serialowej mitologii nawiązuje do teorii starożytnych astronautów, według której inteligentne istoty pozaziemskie odwiedziły Ziemię w starożytności i nawiązały kontakt z ludźmi.